# Lange (krater)
För andra betydelser, se Lange.
Lange är en nedslagskrater på planeten Merkurius, med en diameter på ungefär 176 kilometer.
2009 uppkallades kratern efter fotografen Dorothea Lange.